# Нимфы и сатир
«Нимфы и сатир» (фр. Nymphes et un satyre, англ. Nymphs and Satyr) — картина, написанная в 1873 году французским художником Вильямом Бугро (William Bouguereau, 1825—1905). Она является частью коллекции Института искусств Стерлинга и Франсин Кларк в Уильямстауне, штат Массачусетс, США. Размер картины — 1021⁄2 × 72 дюйма (260,4 × 182,9 см). 

## История
Картина «Нимфы и сатир» была впервые представлена публике на Парижском салоне 1873 года, где она была приобретена американским бизнесменом Джоном Вулфом (John Wolfe, 1821—1894), который, помимо картины Бугро, также купил картину «Весна» художника Пьера Огюста Кота.
В 1882 году картина была куплена на аукционе в Нью-Йорке Эдвардом Стоксом (Edward S. Stokes, 1841—1901) — бизнесменом и совладельцем нью-йоркского отеля Hoffman House, известным, в частности, тем, что в 1872 году он застрелил финансиста Джеймса Фиска, за что был осуждён и отсидел четыре года в тюрьме Синг-Синг. После этого для привлечения посетителей картина была вывешена на стене бара отеля Hoffman House, расположенного на Бродвее, у пересечения с 25-й улицей, причём этот бар был заведением «только для мужчин», благодаря чему сама картина тоже получила скандальную репутацию.
После смерти Стокса в 1901 году, картина «Нимфы и сатир» была приобретена религиозным моралистом, который спрятал её от публики на складе Manhattan Storage Company, где она пребывала в небытии около 40 лет. В 1942 году она была приобретена коллекционером Робертом Стерлингом Кларком и впоследствии стала частью собрания основанного им и его женой в 1955 году музея в Уильямстауне (штат Массачусетс).
В связи с ремонтом здания Художественного музея Кларка, с мая 2012 года картина в течение двух лет находилась в нью-йоркском музее Метрополитен.

## Описание и отзывы
На картине изображена группа нимф, которые, купаясь обнажёнными в уединённом водоёме, обнаружили подглядывающего за ними сладострастного сатира. Окружив его со всех сторон, они тащат упирающегося своими копытами сатира в воду. Перед тем как соединить все фигуры в цельную и ритмическую композицию, Бугро сделал ряд набросков.
Признавая высокое качество академического стиля Бугро, после появления картины критики отмечали «аристократическую соблазнительность» нимф. Один из критиков писал, что они
… прелестны, стройны и элегантны, словно парижские дамы высшего света… Я бы сказал, что они слишком прелестны. Кажется, что они только что вышли из салона красоты, и атла́сная нежность их кожи могла была быть достигнута только благодаря регулярному купанию в миндальном молоке. Оригинальный текст (англ.)[They are] very pretty, slim and elegant like high-life Parisian women…I would gladly say that they are too pretty. They have clearly just walked out of the beauty parlor, and the satin quality of their skin could only have been obtained by a long series of baths in almond milk.